# John Montagu Douglas Scott, II barone Montagu di Beaulieu
John Walter Edward Montagu Douglas Scott, II barone Montagu di Beaulieu (10 giugno 1866 – 30 marzo 1929), è stato un politico inglese.

## Biografia
Era il figlio maggiore di Henry Montagu Douglas Scott, I barone Montagu di Beaulieu, secondo figlio di Walter Montagu Douglas Scott, V duca di Buccleuch, e di Cecily Stuart-Wortley-Mackenzie, figlia di John Stuart-Wortley-Mackenzie, II barone Wharncliffe. Frequentò l'Eton College e al New College. Ha lavorato per un anno nei capannoni di Londra e al South Western Railway, dove esercitò come ingegnere. Poi fece il giro del mondo con il cugino, Lord Ancram, e il suo amico, Lord Ennismore.

## Carriera
Entrò Parlamento per New Forest (1895-1905). Nel 1905 successe al padre nella Baronia ed è entrato nella Camera dei lord. Durante la prima guerra mondiale è stato un membro effettivo del War Aircraft Committee (marzo-aprile 1916) e un consulente sui servizi di trasporto meccanici al governo indiano (con il grado onorario di generale di brigata). Egli è ricordato soprattutto come promotore del automobilismo ed è stato il fondatore ed editore di The Car Illustrated.

## Matrimoni

### Primo Matrimonio
Sposò, il 4 giugno 1889, Lady Cecil Victoria Constance Kerr (14 febbraio 1866-13 settembre 1919), figlia di Schomberg Kerr, IX marchese di Lothian. Ebbero due figlie:
- Helen Cecil Montagu Douglas Scott (7 marzo 1890-21 maggio 1969), sposò Arthur Clark-Kennedy, non ebbero figli;
- Elizabeth Susan Montagu Douglas Scott (26 settembre 1909-6 maggio 2002), sposò Arthur Varley, non ebbero figli.

Durante il suo matrimonio, Montagu ebbe una relazione con Eleanor Thornton (1880-30 dicembre 1915), dalla quale ebbe una figlia:
- Joan Montagu Douglas Scott (5 aprile 1903-23 giugno 1979), sposò Arthur Moorby, ebbero due figli.

### Secondo Matrimonio
Sposò, il 10 agosto 1920, Alice Crake (6 gennaio 1895-10 aprile 1996), figlia di Edward Crake. Ebbero quattro figli:
- Anne Rachel Pearl Montagu Douglas Scott (4 ottobre 1921-1 febbraio 2015), sposò in prime nozze Howel Moore-Gwyn, ebbero un figlio, e in seconde nozze Edward Chichester, ebbero cinque figli;
- Caroline Cecily Montagu Douglas Scott (13 febbraio 1925), sposò George Weston, ebbero cinque figli;
- Edward Montagu Douglas Scott, III barone Montagu di Beaulieu (20 ottobre 1926-31 agosto 2015);
- Mary-Clare Montagu Douglas Scott (9 giugno 1928-5 aprile 2016), sposò David Lindesay-Bethune, XV conte di Lindsay, ebbero due figli.

## Morte
Il 30 dicembre 1915, Montagu e la sua amante si trovava a bordo della SS Persia, che dal Mediterraneo viaggiava verso l'India, quando la nave fu silurata senza preavviso dall'U-boat tedesco U-38 comandato da Max Valentiner. Eleanor Thornton annegò, insieme a centinaia di altri, ma Montagu sopravvisse al naufragio.
Morì il 30 marzo 1929.

## Ascendenza
|                                                           |                                                         |                                    | Genitori                                        |  |  | Nonni |  |  | Bisnonni                                    |  |  | Trisnonni                          |  |
|                                                           |                                                         |                                    |                                                 |  |  |       |  |  | Charles Montagu-Scott, IV duca di Buccleuch |  |  | Henry Scott, III duca di Buccleuch |  |
|                                                           |                                                         |                                    |                                                 |  |  |       |  |  | Charles Montagu-Scott, IV duca di Buccleuch |  |  | Henry Scott, III duca di Buccleuch |  |
|                                                           |                                                         | lady Elizabeth Montagu             |                                                 |  |  |       |  |  | Charles Montagu-Scott, IV duca di Buccleuch |  |  |                                    |  |
| Walter Montagu Douglas Scott, V duca di Buccleuch         |                                                         |                                    |                                                 |  |  |       |  |  | Charles Montagu-Scott, IV duca di Buccleuch |  |  |                                    |  |
|                                                           |                                                         | Harriet Katherine Townshend        | Thomas Townshend, I visconte Sydney             |  |  |       |  |  |                                             |  |  |                                    |  |
|                                                           |                                                         | Harriet Katherine Townshend        | Thomas Townshend, I visconte Sydney             |  |  |       |  |  |                                             |  |  |                                    |  |
|                                                           |                                                         | Harriet Katherine Townshend        | Elizabeth Powys                                 |  |  |       |  |  |                                             |  |  |                                    |  |
| Henry Montagu Douglas Scott, I barone Montagu di Beaulieu |                                                         | Harriet Katherine Townshend        |                                                 |  |  |       |  |  |                                             |  |  |                                    |  |
|                                                           |                                                         | Thomas Thynne, II marchese di Bath | Thomas Thynne, I marchese di Bath               |  |  |       |  |  |                                             |  |  |                                    |  |
|                                                           |                                                         | Thomas Thynne, II marchese di Bath | Thomas Thynne, I marchese di Bath               |  |  |       |  |  |                                             |  |  |                                    |  |
|                                                           |                                                         | Thomas Thynne, II marchese di Bath | lady Elizabeth Bentinck                         |  |  |       |  |  |                                             |  |  |                                    |  |
| lady Charlotte Anne Thynne                                |                                                         | Thomas Thynne, II marchese di Bath |                                                 |  |  |       |  |  |                                             |  |  |                                    |  |
|                                                           |                                                         | Isabella Elizabeth Byng            | George Byng, IV visconte Torrington             |  |  |       |  |  |                                             |  |  |                                    |  |
|                                                           |                                                         | Isabella Elizabeth Byng            | George Byng, IV visconte Torrington             |  |  |       |  |  |                                             |  |  |                                    |  |
|                                                           |                                                         | Isabella Elizabeth Byng            | lady Lucy Boyle                                 |  |  |       |  |  |                                             |  |  |                                    |  |
| John Montagu Douglas Scott, II barone Montagu di Beaulieu |                                                         | Isabella Elizabeth Byng            |                                                 |  |  |       |  |  |                                             |  |  |                                    |  |
|                                                           | James Stuart-Wortley-Mackenzie, I barone di Wharncliffe | lord James Archibald Stuart        |                                                 |  |  |       |  |  |                                             |  |  |                                    |  |
|                                                           | James Stuart-Wortley-Mackenzie, I barone di Wharncliffe | lord James Archibald Stuart        |                                                 |  |  |       |  |  |                                             |  |  |                                    |  |
|                                                           | James Stuart-Wortley-Mackenzie, I barone di Wharncliffe | Margaret Cunynghame                |                                                 |  |  |       |  |  |                                             |  |  |                                    |  |
| John Stuart-Wortley-Mackenzie, II barone Wharncliffe      | James Stuart-Wortley-Mackenzie, I barone di Wharncliffe |                                    |                                                 |  |  |       |  |  |                                             |  |  |                                    |  |
|                                                           |                                                         | lady Elizabeth Crichton            | John Crichton, I conte Erne                     |  |  |       |  |  |                                             |  |  |                                    |  |
|                                                           |                                                         | lady Elizabeth Crichton            | John Crichton, I conte Erne                     |  |  |       |  |  |                                             |  |  |                                    |  |
|                                                           |                                                         | lady Elizabeth Crichton            | lady Caroline Hervey                            |  |  |       |  |  |                                             |  |  |                                    |  |
| Cecily Susan Montagu-Stuart-Wortley                       |                                                         | lady Elizabeth Crichton            |                                                 |  |  |       |  |  |                                             |  |  |                                    |  |
|                                                           |                                                         | Dudley Ryder, I conte di Harrowby  | Nathaniel Ryder, I barone Harrowby              |  |  |       |  |  |                                             |  |  |                                    |  |
|                                                           |                                                         | Dudley Ryder, I conte di Harrowby  | Nathaniel Ryder, I barone Harrowby              |  |  |       |  |  |                                             |  |  |                                    |  |
|                                                           |                                                         | Dudley Ryder, I conte di Harrowby  | Elizabeth Terrick                               |  |  |       |  |  |                                             |  |  |                                    |  |
| lady Georgiana Elizabeth Ryder                            |                                                         | Dudley Ryder, I conte di Harrowby  |                                                 |  |  |       |  |  |                                             |  |  |                                    |  |
|                                                           |                                                         | lady Susan Leveson-Gower           | Granville Leveson-Gower, I marchese di Stafford |  |  |       |  |  |                                             |  |  |                                    |  |
|                                                           |                                                         | lady Susan Leveson-Gower           | Granville Leveson-Gower, I marchese di Stafford |  |  |       |  |  |                                             |  |  |                                    |  |
|                                                           |                                                         | lady Susan Leveson-Gower           | lady Susannah Stewart                           |  |  |       |  |  |                                             |  |  |                                    |  |
|                                                           |                                                         | lady Susan Leveson-Gower           |                                                 |  |  |       |  |  |                                             |  |  |                                    |  |